# نیل بیشاپ
نیل بیشاپ (انگلیسی: Neal Bishop؛ زادهٔ ۷ اوت ۱۹۸۱) بازیکن فوتبال اهل بریتانیا است.
از باشگاه‌هایی که در آن بازی کرده‌است می‌توان به باشگاه فوتبال یورک سیتی، باشگاه فوتبال اسکانتورپ یونایتد، باشگاه فوتبال گیتزهد، باشگاه فوتبال بلکپول، باشگاه فوتبال ویتبای تاون، باشگاه فوتبال بارنت، و باشگاه فوتبال نوتس کانتی اشاره کرد.
وی همچنین در تیم ملی فوتبال England C بازی کرده‌است.